# マティーニ
マティーニ（英: Martini）は、ジンベースの著名なカクテル。カクテルの王様の異名を持つ:140:87:48。

## 由来
諸説あるが、以下の2つが有力とされている:48。
- マルティネスというカクテルを起源とするため。
- イタリアのマルティーニ・エ・ロッシ社がつくった。マルティーニ社はベルモットを製造している。サントリーの宣伝部に在籍し、事情に明るかった開高健はその著作で「マルティーニ・エ・ロッシ社が、自社のベルモットを拡販するために、このカクテルに“マティーニ”と名づけて意図的に流行させた」という説が有力であると述べている[要出典]。

この他にも説としては以下のようなものがある。
- 1910年代にニューヨークのザ・ニッカボッカ・ホテル（英語版）にいたマルティーニという名のバーテンダーが考案したことから[5]。
- ジン&イット（またはジン・イタリアン）と呼ばれるジンとスイート・ベルモット（イタリアンベルモット）を用いたカクテルが原型。ジン&イットのスイート・ベルモットをドライ・ベルモットに換えたカクテルがマティーニになり、ジンをライ・ウイスキーに換えたカクテルがマンハッタンとなった[6]。

マティーニの定義はかなり緩やかになっており、エスプレッソ・マティーニやフレンチ・マティーニのようにジンもベルモットも使用していないカクテルがマティーニ（およびマティーニのバリエーション）と呼ばれることもある。特にアメリカ合衆国ではマティーニグラスに入ったカクテルで、そのカクテルの創作者がマティーニと呼べば、それがマティーニとなる。

## レシピの例
材料:83
- ドライ・ジン - 3
- ドライ・ベルモット - 1

作り方:83
1. 全ての材料をミキシング・グラスに入れてステアする。
2. カクテル・グラスに注ぎ、オリーブを飾る。

## バリエーション
ドライ マティーニ:142:84
ドライ・ジンとドライ・ベルモットの比率を4:1にする。アーネスト・ヘミングウェイが愛飲したとされる。
国際バーテンダー協会公認カクテルとしてのドライ マティーニは6:1の比率となっている。
エキストラ・ドライ マティーニ:139
ドライ・ジンとドライ・ベルモットの比率を7:1にする。
スイート マティーニ:141:84
ドライ・ベルモットをスイート・ベルモットにかえ、ドライ・ジンとベルモットの比率を2:1にする。
ミディアム マティーニ:142:84
パーフェクト・マティーニとも呼ばれる。ドライ・ベルモットとスイート・ベルモットの両方を用いる。ドライ・ジン、ドライ・ベルモット、スイート・ベルモットの比率は4:1:1。
マティーニ・オン・ザ・ロック:141:50:85
3:1で作ったマティーニを氷を入れたグラスに注ぎオン・ザ・ロックにする。
上記のうち、スイート・ベルモットを用いるバリエーションは出来上がりの色が無色透明ではなくなる（スイート・ベルモットそのものに色がついているため）。
以下は、ドライ・ジンを他の酒に変更したバリエーションの例である。
ウォッカ・マティーニ:142
ウォッカを用いる。
テキーラ・マティーニ:142
テキーラを用いる。
焼酎マティーニ（酎ティーニ）:222:54
焼酎を用いる。
サケティーニ:220
日本酒を用いる。
その他のバリエーション例
サケティーニ:260
ドライ・ベルモットを日本酒に置き換えたものもサケティーニと呼ばれる。
ダーティ・マティーニ:41
ドライ・ベルモットをオリーブの漬け汁に置き換えたもの。色が濁ることから「ダーティ」と名付けられた。
ギブソン
オリーブの代わりにパール・オニオンをデコレーションに用いたもの。
上記以外にも実に多岐にわたるバリエーションが存在する。Robert Herzbrun (1979) (英語). The Perfect Martini Book. Harcourt Brace Jovanovich. ISBN 9780156446426では268種類のレシピが紹介されているといわれる。

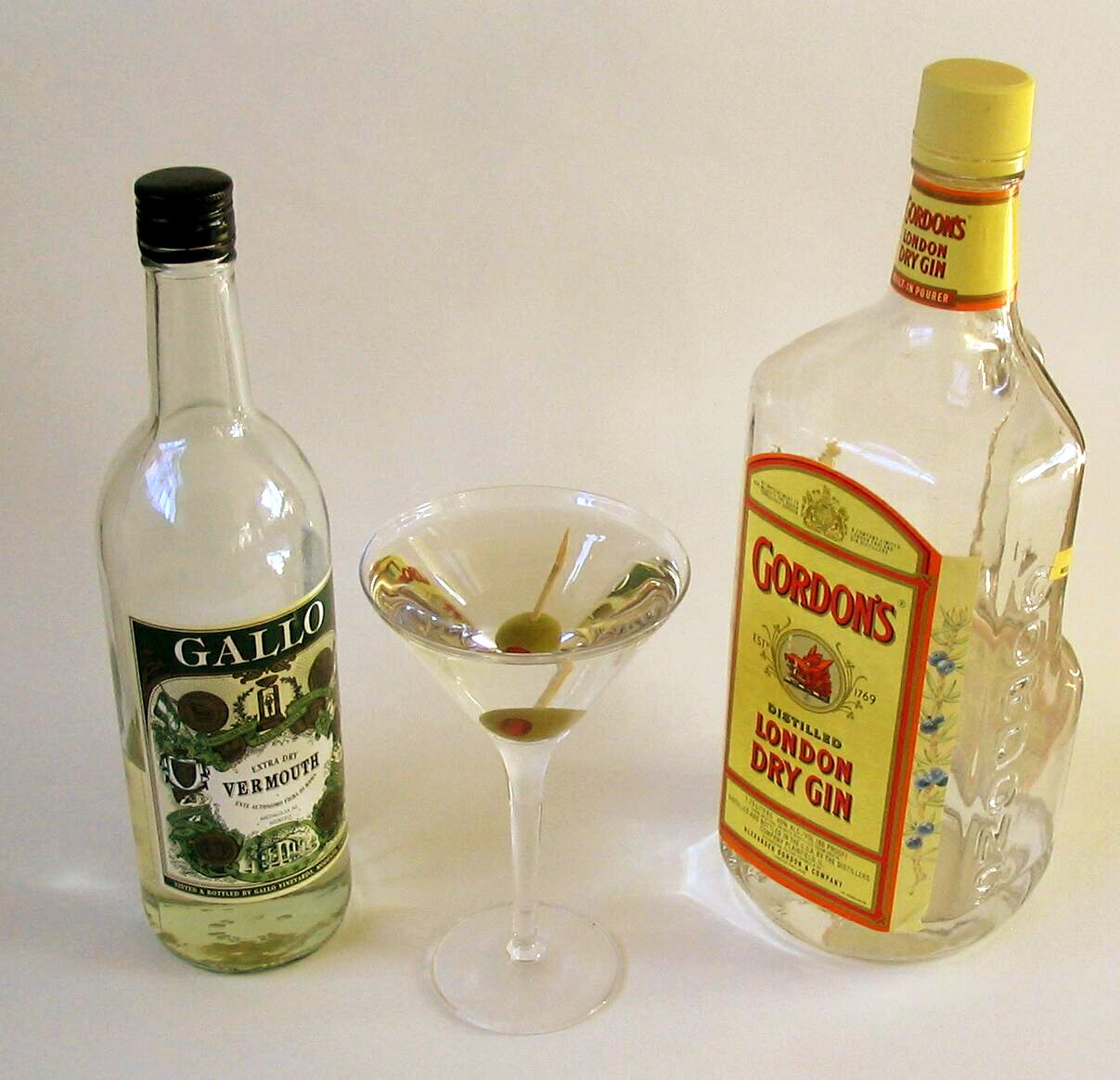
ジン ＋ ベルモット ＝ マティーニ
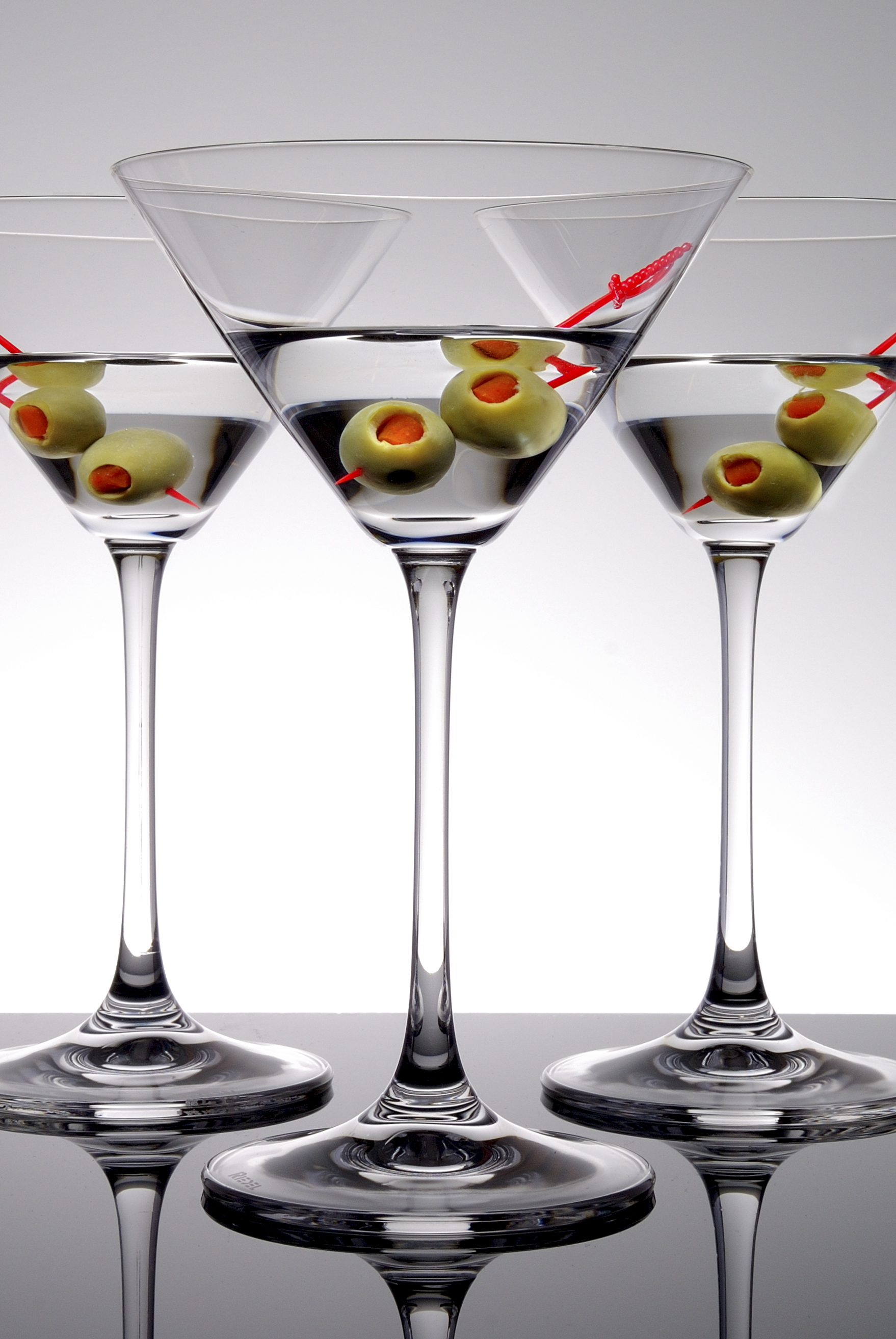
Three Martinis
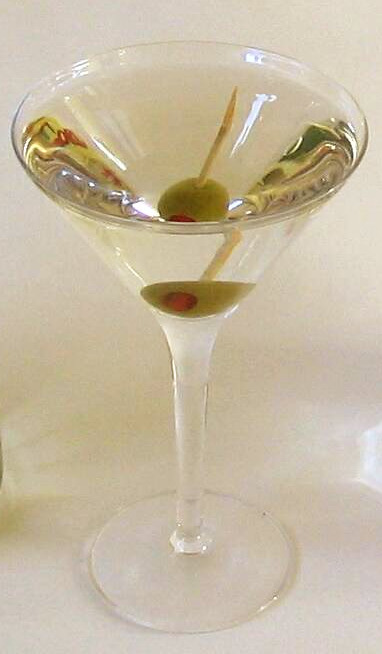
ドライマティーニ、オリーブ
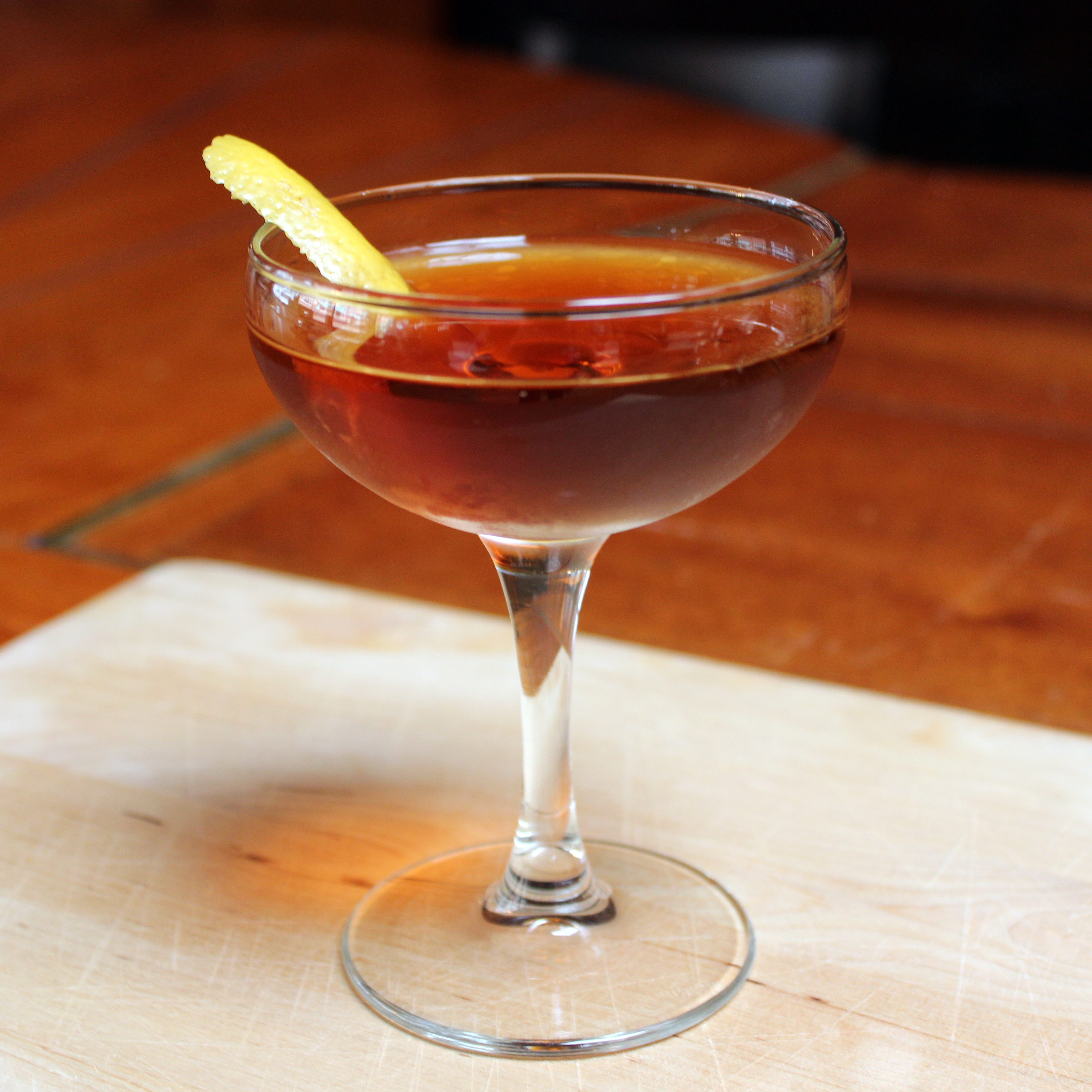
クラシカルなマルチィネス・カクテル（ジン、マラスキーノ、スイートベルモット、アンゴスチュラビターズ、レモンツイスト）

## 話題
- イギリスの首相を務めたウィンストン・チャーチルはドライ・ベルモットの瓶を横目で眺めながらジンを飲んだという逸話が伝えられている[11]。ナチス・ドイツによるフランス占領によってドライ・ベルモット（フレンチ・ベルモット）が入手できなくなったためとされる。これはチャーチルの頑固さをからかうためにアメリカ人が言い出したことである[12]。
- アーネスト・ヘミングウェイの小説『河を渡って木立の中へ』で、主人公がバーテンダーに｢15対1のモンゴメリー将軍で（Montgomerys. Fifteen to one.）｣とドライマティーニを注文する。続いて主人公からアフリカ戦線の連合軍総司令官モンゴメリー将軍が、ドイツ軍との戦力比が15対1以上に優勢でないと動かなかった事が語られている。また、使用するオリーブはガーリック・オリーブ（garlic olives）を指定している[13]。なお、実際のモンゴメリー将軍自身は酒を飲まなかった[12]。
- 『007シリーズ』でジェームズ・ボンドが「Vodka Martini. Shaken, not stirred.（ウォッカマティーニを。ステアせずにシェィクで）」という台詞を決めるシーンがある。本来、ジンでつくるマティーニをウォッカで、おまけにステアではなくシェイクして出せという意表を突いた台詞が受け流行となり、これは007シリーズの定番になった。また、『007 カジノ・ロワイヤル』ではボンドが「ゴードン・ジン 3、ウォッカ 1、キナ・リレ 1/2を、よくシェークしてシャンパン・グラスに注ぎ、レモンの皮を入れる」というオーダーをする。これが2006年の映画公開により、ボンドガールの名前からヴェスパーあるいはヴェスパー・マティーニと呼ばれる定番となったが、もともと大量生産されていなかったフランス製のヴェルモット「キナ・リレ」（Kina Lillet、現名: リレ・ブラン）がさらに貴重となり、このカクテル自体も希少品となった。
- マリリン・モンロー主演の『七年目の浮気』ではモンローが注文するが、辛いとしてバーテンダーに砂糖を入れるように要求。「故郷デンバーでは砂糖を入れるのが普通よ」と言ってのけるシーンがある[11]。
- クラーク・ゲーブルは、ベルモットのボトルを逆さにして振り、そのベルモットが沁みたコルクでグラスをさっと拭き、あとは冷えたジンをグラスに満たして飲んでいたという[要出典]。
- 1991年のテレビドラマ『101回目のプロポーズ』では、主人公・矢吹薫（浅野温子）がバーでいつも注文して飲んでいた[要出典]。
- ジンを冷蔵庫に入れて冷やしておくことで、ジンそのものの味を残しつつ冷たいマティーニを作る手法を考案したのは、ミスター・マティーニと称される今井清である[14]。
- 東京・銀座にある毛利隆雄がオーナーバーテンダーを勤める『毛利バー』は、マイナス20度まで冷やしておいたジンを用いるマティーニが有名で「毛利マティーニ」と呼ばれる[14]。
- 青山剛昌原作の漫画『名探偵コナン』には、構成員が酒の名前をコードネームに持つ秘密結社「黒ずくめの組織」が登場する。作中で構成員の女性「ベルモット」が、同じ構成員の男性「ジン」に対し、「久し振りにマティーニでも作らない？」と、意味深な言葉をかける場面がある[注 1]。